# Olivier Derivière

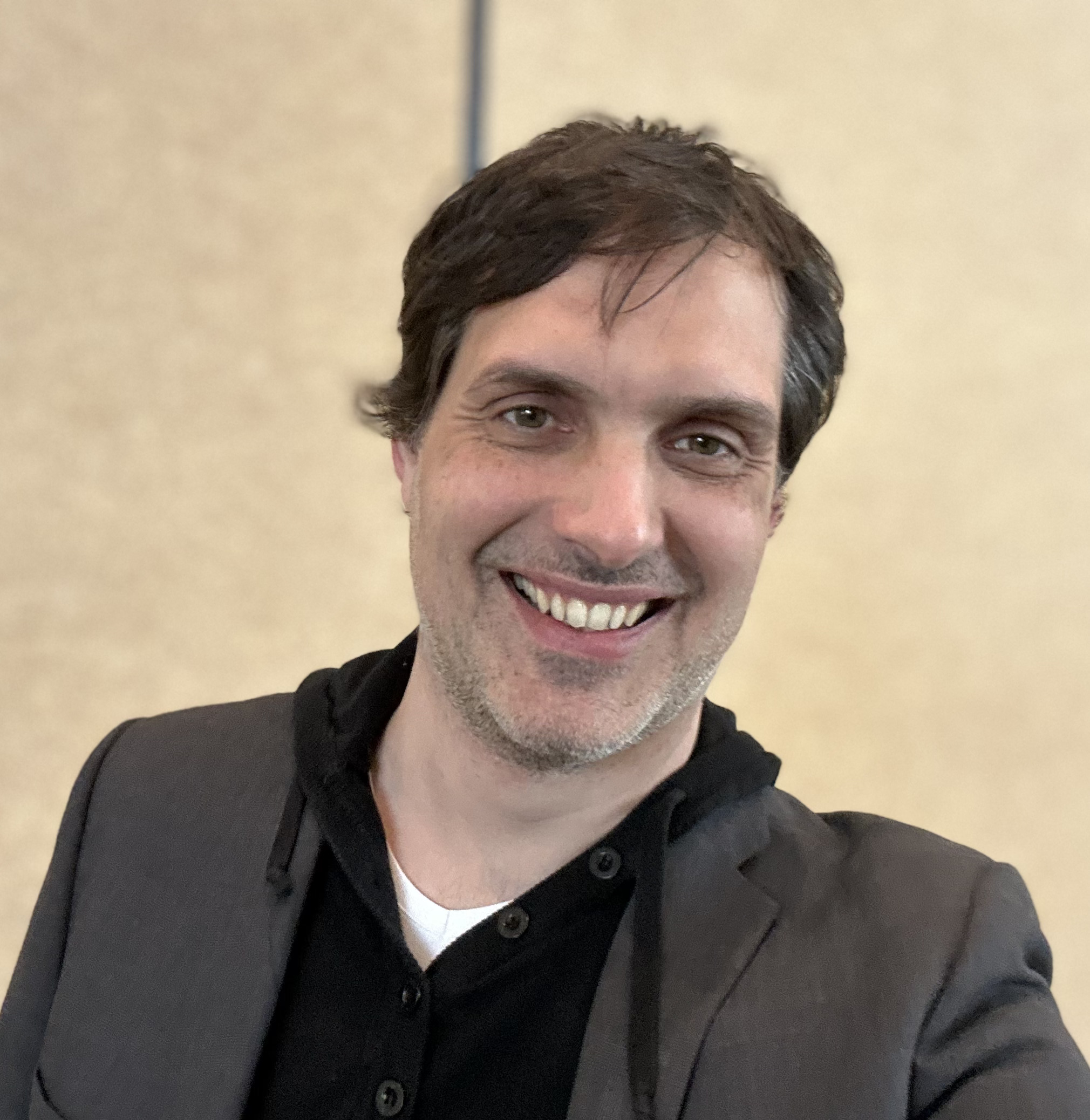
Olivier Derivière (2025)

Olivier Derivière (* 26. Dezember 1978) ist ein französischer Soundtrack-Komponist, der am besten für seine Alone in the Dark, ObsCure und Remember Me Soundtracks bekannt ist. Letztere haben den IFMCA-Preis 2013 für die beste Originalpartitur für ein Videospiel oder interaktive Medien gewonnen.

## Diskografie
Videospiele
| Jahr | Titel                                         | Anmerkungen                         |
| ---- | --------------------------------------------- | ----------------------------------- |
| 2004 | ObScure                                       |                                     |
| 2006 | Championsheep Rally                           |                                     |
| 2006 | My Little Flufties                            | Mit Nicolas Laborde                 |
| 2007 | Obscure II                                    |                                     |
| 2008 | Alone in the Dark                             |                                     |
| 2009 | The Fall Trilogy                              |                                     |
| 2009 | Might and Magic: Heroes Kingdoms              |                                     |
| 2010 | Tangled: The Video Game                       |                                     |
| 2011 | Cardboard Castle                              |                                     |
| 2012 | Of Orcs and Men                               |                                     |
| 2013 | Harold                                        |                                     |
| 2013 | Remember Me                                   |                                     |
| 2013 | Assassin's Creed IV: Black Flag – Freedom Cry |                                     |
| 2014 | Bound by Flame                                | Mit Markus Schmidt                  |
| 2015 | Life Is Strange                               | Besonderer Dank                     |
| 2015 | Supernova                                     |                                     |
| 2015 | Subject 13                                    |                                     |
| 2016 | The Technomancer                              |                                     |
| 2017 | Get Even                                      |                                     |
| 2018 | The Council                                   |                                     |
| 2018 | Vampyr                                        |                                     |
| 2018 | 11-11: Memories Retold                        |                                     |
| 2019 | A Plague Tale: Innocence                      |                                     |
| 2019 | GreedFall                                     |                                     |
| 2019 | Chernobylite                                  | Besonderer Dank                     |
| 2020 | Streets of Rage 4                             | Mit verschiedenen anderen Künstlern |
| 2022 | Dying Light 2                                 |                                     |
| 2022 | A Plague Tale: Requiem                        |                                     |
| 2025 | South of Midnight                             |                                     |

Andere Werke
| Jahr | Titel       |
| ---- | ----------- |
| 1998 | Harry’s Day |